# インヴィンシブルスピリット
インヴィンシブルスピリット (Invincible Spirit) は、アイルランド生産、イギリス調教の競走馬、種牡馬である。競走馬としては人気薄で勝った2002年のスプリントカップがG1競走での唯一の勝利だったが、種牡馬としては多くの活躍馬を輩出する人気種牡馬となった。

## 経歴
サウジアラビアのアブドゥラ国王の息子、ファイサル王子の所有馬として2歳（1999年）から5歳（2002年）まで走り、競走成績は17戦7勝。7勝すべてが距離6ハロンのスプリンターだった。26倍の人気薄で勝ったスプリントカップのほか、G3競走を2勝、リステッドレースを2勝している。
G1馬を母にもつ良血が見込まれ、引退後はアイルランドのアイリッシュ・ナショナルスタッドで種牡馬入りした。初供用となる2003年の種付け料は1万ユーロ。シャトル種牡馬としてオーストラリアでも種付けを行っている。2006年にデビューした初年度産駒は、2歳戦での勝ち上がり頭数が当時の世界レコードである35頭を記録し、注目を集める。2年目産駒から仏ダービーなどG1競走2勝のLawmanを送り出すなど、仕上がりの早さと高い勝ち上がり率、コンスタントな一流馬の輩出を武器に、人気種牡馬の地位を確立していった。それにともない、種付け料も最盛期には10万ユーロにまで上昇した。2010年には2歳馬の勝ち上がり頭数が42頭を記録し、欧米の最多記録を樹立している。2013年にはカルティエ賞最優秀古馬のMoonlight Cloud、2014年にはカルティエ賞年度代表馬および最優秀3歳牡馬のKingmanと、2年連続でチャンピオンホースを送り出した。
後継種牡馬も活躍しており、北半球ではLawmanが複数のG1勝ち馬を輩出。南半球では現役時重賞勝ちがG3を1勝のみのI Am InvincibleがG1勝ち馬を出し、オーストラリアの2013-2014年シーズンのリーディングファーストシーズンサイアーとなった。
2024年を持って種牡馬を引退した。

### 種牡馬成績
- 2006年英愛リーディングファーストシーズンサイアー
- 英愛リーディングサイアーランキング最高位2位（2014年）、10位以内6回（2008-2012年、2014年）

### おもな産駒
※G1競走の勝ち馬のみアルファベット順で記載。
- 2004年産
  - Lawman - 仏ダービー、ジャンプラ賞
- 2005年産
  - Fleeting Spirit - ジュライカップ
- 2007年産
  - Vale Of York - ブリーダーズカップ・ジュヴェナイル
  - Yosei - サイアーズプロデュースステークス、豪1000ギニー、ウィンターステークス
- 2008年産
  - Hooray - チェヴァリーパークステークス
  - Mayson - ジュライカップ
  - Moonlight Cloud - モーリス・ド・ゲスト賞3連覇、ムーラン・ド・ロンシャン賞、ジャック・ル・マロワ賞、フォレ賞
- 2010年産
  - Rosdhu Queen - チェヴァリーパークステークス
- 2011年産
  - Charm Spirit - ジャンプラ賞、ムーラン・ド・ロンシャン賞、クイーンエリザベス2世ステークス
  - Kingman - 愛2000ギニー、セントジェームズパレスステークス、サセックスステークス、ジャック・ル・マロワ賞
  - Signs of Blessing - モーリス・ド・ゲスト賞
- 2012年産
  - Territories - ジャンプラ賞
- 2013年産
  - Shalaa - モルニ賞、ミドルパークステークス
- 2015年産
  - Eqtidaar - コモンウェルスカップ
- 2016年産
  - Nazeef - ファルマスステークス、サンチャリオットステークス
  - Magna Graecia - フューチュリティトロフィー、2000ギニーステークス
  - Royal Meeting - クリテリウム・アンテルナシオナル
- 2017年産
  - Pearls Galore - メイトロンステークス
  - Danyah - アルクォズスプリント

## 血統表
| インヴィンシブルスピリットの血統（ダンジグ系／Native Dancer5×5、Rockefella5×5） | インヴィンシブルスピリットの血統（ダンジグ系／Native Dancer5×5、Rockefella5×5） | インヴィンシブルスピリットの血統（ダンジグ系／Native Dancer5×5、Rockefella5×5） | （血統表の出典） | （血統表の出典） |
| 父 Green Desert 1983 鹿毛                                                       | 父の父Danzig 1977 鹿毛                                                          | Northern Dancer                                                                 | Nearctic         | Nearctic         |
| 父 Green Desert 1983 鹿毛                                                       | 父の父Danzig 1977 鹿毛                                                          | Northern Dancer                                                                 | Natalma          |                  |
| 父 Green Desert 1983 鹿毛                                                       | 父の父Danzig 1977 鹿毛                                                          | Pas de Nom                                                                      | Admiral's Voyage | Admiral's Voyage |
| 父 Green Desert 1983 鹿毛                                                       | 父の父Danzig 1977 鹿毛                                                          | Pas de Nom                                                                      | Petitioner       |                  |
| 父 Green Desert 1983 鹿毛                                                       | 父の母Foreign Courier 1979 鹿毛                                                 | Sir Ivor                                                                        | Sir Gaylord      | Sir Gaylord      |
| 父 Green Desert 1983 鹿毛                                                       | 父の母Foreign Courier 1979 鹿毛                                                 | Sir Ivor                                                                        | Attica           |                  |
| 父 Green Desert 1983 鹿毛                                                       | 父の母Foreign Courier 1979 鹿毛                                                 | Courtly Dee                                                                     | Never Bend       | Never Bend       |
| 父 Green Desert 1983 鹿毛                                                       | 父の母Foreign Courier 1979 鹿毛                                                 | Courtly Dee                                                                     | Tulle            |                  |
| 母 Rafha 1987 鹿毛                                                              | 母の父Kris 1976 栗毛                                                            | Sharpen Up                                                                      | *エタン          | *エタン          |
| 母 Rafha 1987 鹿毛                                                              | 母の父Kris 1976 栗毛                                                            | Sharpen Up                                                                      | Rocchetta        |                  |
| 母 Rafha 1987 鹿毛                                                              | 母の父Kris 1976 栗毛                                                            | Doubly Sure                                                                     | Reliance         | Reliance         |
| 母 Rafha 1987 鹿毛                                                              | 母の父Kris 1976 栗毛                                                            | Doubly Sure                                                                     | Soft Angels      |                  |
| 母 Rafha 1987 鹿毛                                                              | 母の母Eljazzi 1981 鹿毛                                                         | *アーテイアス                                                                   | Round Table      | Round Table      |
| 母 Rafha 1987 鹿毛                                                              | 母の母Eljazzi 1981 鹿毛                                                         | *アーテイアス                                                                   | Stylish Pattern  |                  |
| 母 Rafha 1987 鹿毛                                                              | 母の母Eljazzi 1981 鹿毛                                                         | Border Bounty                                                                   | *バウンティアス  | *バウンティアス  |
| 母 Rafha 1987 鹿毛                                                              | 母の母Eljazzi 1981 鹿毛                                                         | Border Bounty                                                                   | B Flat F-No.7-a  |                  |

- 母Rafhaは仏オークス勝ち馬。インヴィンシブルスピリット以外の産駒では半兄に英重賞2勝のSadian（父Shirley Heights）、種牡馬のKodiac（父デインヒル）がいる。
- 叔母Chiang Maiは英G3勝ち馬。その産駒（従妹）にプリティーポリーステークス勝ち馬Chinese Whiteがいる。
- 3代母Border Bountyはヨークシャーオークス2着。その産駒に日本輸入種牡馬で1980年英愛リーディングサイアーのピットカーン、孫にカドラン賞などG1競走2勝のAssessorがいる。